# Бой за Горловку
Бой за Никитовку — одно из крупнейших боёв отступающих частей ДКР с Армией УНР и Немецкой Армией 25 апреля 1918 года.

## История
25 апреля Славянская группа войск УНР приблизилась к станции Никитовке и Горловке.  
Им противостояли отряды рудничных партизан и крупная группа бывшей императорской российской армии которая перешла на сторону большевиков её командовали Егоров и Лазарев. Приблизительная численность группы — 40 тысяч.  
Вокруг Никитовки были вырыты окопы на боевые позиции были выставлены пулеметы и пушки. По приближающейся колоне Арми УНР повстанцы открыли огонь с артиллерии, немцы наступали парадным строям по ним был открыт огонь с пулеметов. Встретив ожесточенное сопротивление казаки обошли Никитовку и начали занимать Горловку, чтоб им воспрепятствовать партизаны открыли огонь с артиллерии по Горловке. 
Синкевич приказал сотнику артиллеристов Одинцу, пустить несколько тяжелых снарядов, по артиллерийской позиции повстанцев. Подавив артиллерию повстанцев казаки заняли Горловку и Никитовку.

## Потери
Немцы
- 16 убитых
- 49 раненых

1-й Запорожский имени гетмана Петра Дорошенко пехотный полк (командир — полковник А. Загродский)
- убито 2 старшины, и 5 казаков.
- ранено 3 старшины, 9 казаков.

3-й Гайдамацкий пехотный полк (полковник В. Сикевич, затем сотник Е. Волох)
- убит 1 старшина, 9 казаков.
- ранено 22

3-й Запорожский имени гетмана Богдана Хмельницкого пехотный полк (полковник А. Шаповал)
- ранено 2

Артиллерия
- убито 2.
- ранено 3.[3]

## Военные трофеи
- 11 пушек
- 22 пулемета
- 445 винтовки
- 49 обозных телег
- 1000 пленных.

Захваченных немцами партизан отправили в Германию. На станции захвачено 1152 загруженных вагона с углем, и не загруженного 1 миллион пудов угля. Вагоны отправили в Киев, немцы себе забрали 500 вагонов антрацита.

## Отличившиеся в боях
- Загродский, Александр Александрович — полковник.
- Ляхович Е. — хорунжий.
- Новиков — сотник.
- Болотов — полковник.
- Синкевич Леонид — кадет.
- Дунаев
- Геращенко
- Ефименко, Буц, Черненко — казаки.
- Савельев — сотник.
- Баев — сотник[3].